# やかん

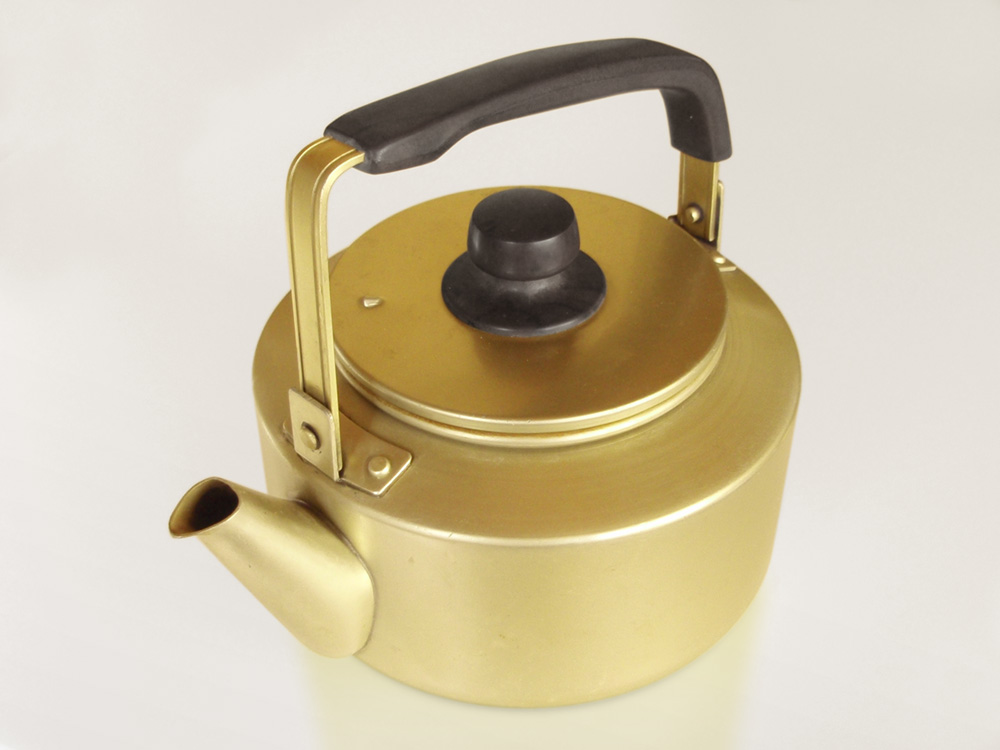
やかん

やかん（薬缶、薬罐、薬鑵）は、湯沸かしに用いる道具で、主に土瓶形である。薬・茶などを湯で煮出す・煎じるため火にかける道具でもある。
英語からケトル（kettle）とも呼ばれる。底が丸いものを「やかん」、底の平らなものを「ケトル」と呼ぶこともあるが、両者は明確には分けられないとされる。

## 概要
やかんは鉄、主にステンレスやアルミニウム、シュウ酸アルマイト、あるいは銅や真鍮等の素材で作られており、琺瑯仕上げのものもある。直接火などの熱源にかけて湯沸しに用いる。形状的には球形ないし円柱の本体側面に注ぎ口が、上部には大きな取っ手がつき、取っ手の付け根には注水用の蓋構造がある。
取っ手、つまみはプラスチック、ツル巻、ナイロン、フェノール樹脂が使われている。一体化した物やネジ止めの物がある。
大きさは用途によって様々である。一般に家庭用としては2〜3リットル程度の大きい物から、独身者や個人用の1リットル未満の物もある。あるいは工事現場の飯場で使われるような10リットル程度の物もある。すなわち需要に合わせた多種多様な製品が製造販売されている。
単に水など液体を運搬するための簡易容器にも用いられる。密閉性は無く、傾けるだけで中の液体が注ぎ口から出るようになっている。
なおこれをコンロないし裸火に掛けて中の水を加熱するために使う場合もある。単に湯沸しの用途のみならず、冬場には水を入れてストーブの上に置くことで沸騰させて中の水分を放出させ、部屋の空気が乾燥するのを防ぐことにも利用されている。また夏場では、これに氷と共に水や麦茶を入れたものが利用される場合もある。
なお、日本では「湯沸し」という区分で家庭用品品質表示法の適用対象とされており、雑貨工業品品質表示規程に表面加工や材質などの表示についての定めがある。

## 歴史

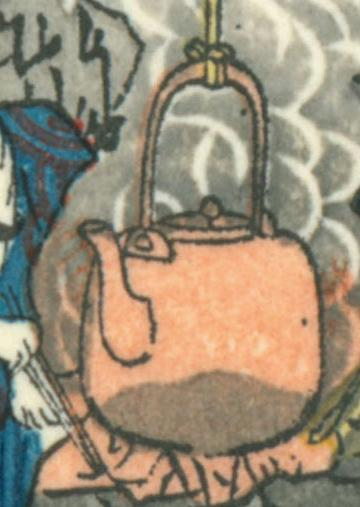
江戸時代のやかん。広重「東海道五十三次・袋井(部分)

もともとは中国の注ぎ口と取っ手のある、生薬用の加熱器具「銚子（拼音: diàozi ディアオズ）」、別名「藥銚」が時代と共に機能、形状を変化させたものと考えられる。陶器のものは「沙銚」、茶を淹れるものは「茶銚」とも呼ばれた。
日本語の「やかん」は、漢方薬を煎じるために使用されていた薬鑵（やくくわん）が変化したものとされ、漢字では「薬缶」と表記されるようになった。
湯沸かしに使われた時代は明確なことは不明であるが、1603年『日葡辞書』に「今では湯を沸かす、ある種の深鍋の意で用いられている」とあり、中世末には既に湯を沸かす道具として用いられていたようである。やかんは銅製のものなどが多かった。
また、茶の湯釜に注ぎ口と鉉（つる）を付けたものは鉄薬鑵（てつやかん）と称されており、その後「薬鑵釜」や「手取り釜」と称され、さらに「鉄瓶」と名付けられるようになったといわれている。
やかんは現代でも日用生活品の一つとして多くの家庭においてよく用いられ、カップ麺などインスタント食品用を調理するとき、あるいは紅茶やコーヒーを淹れるときなど、多めに熱湯が必要になる場合にはしばしば利用されている。また、上に述べたように暖房器具と併用して加湿器に使ったりといった利用方法も見られるため、スーパーマーケットからディスカウントストア、あるいは金物店では定番の商品となっている。業務用途では給食等の配膳で大量のお茶を沸かす必要があるために、大型のものを使うことが多い。
2010年、消費者物価指数の対象品目から除外された。

## デザイン

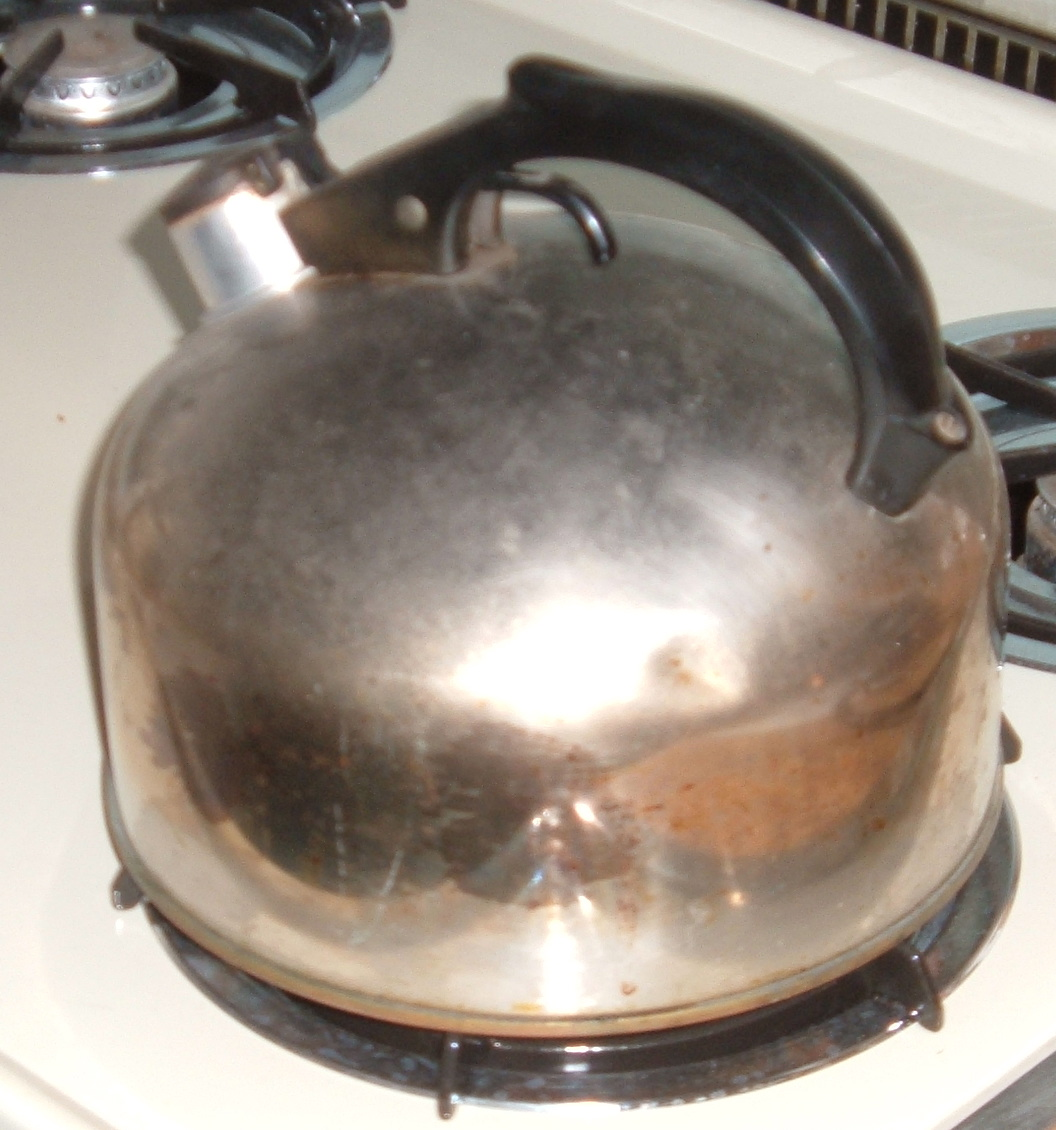
笛つきやかん

一般的に土瓶型であり、全体を持ち上げ、沸かした湯茶を注ぐための取っ手と、注ぎ口があるのが特徴である。最近は底が平たいものが多いが、日本の伝統的なやかんは丸型で、はげ頭のことを「やかん頭」と表現する俗語が出た。
注ぎ口には笛の付いた蓋がついていることもある。これは火にかけたまま放置してしまうことを防止するため、内部の水が沸騰して発生する水蒸気が注ぎ口から噴出することを利用して、笛が鳴ることで沸騰を知らせるためのものである。
現在よく見られる笛付きのヤカンのルーツはアメリカのニューヨークにある台所用品メーカーが1921年に発売したものが最初とされる。発売当初はアメリカで全く売れずヨーロッパ（特にドイツ）でよく売れた。その後、徐々にアメリカでも売れるようになりやがて全世界に広まった。なお、それとは別に2000年前のマヤ文明の遺跡から細い穴の付いた土瓶が発見されておりこれは土瓶でお湯を沸かすとヒューヒューと音が出る仕組みである事が判っているが、これが現在の笛付きのヤカンと同じ目的（沸騰した事を使用者に知らせる）を目的として作られたものか、あるいは別の目的で作られたのかは解明されていない。
形状が似た道具に急須があるが、直接火に掛けないなど、材質や用途は異なる。

## 電気ケトル

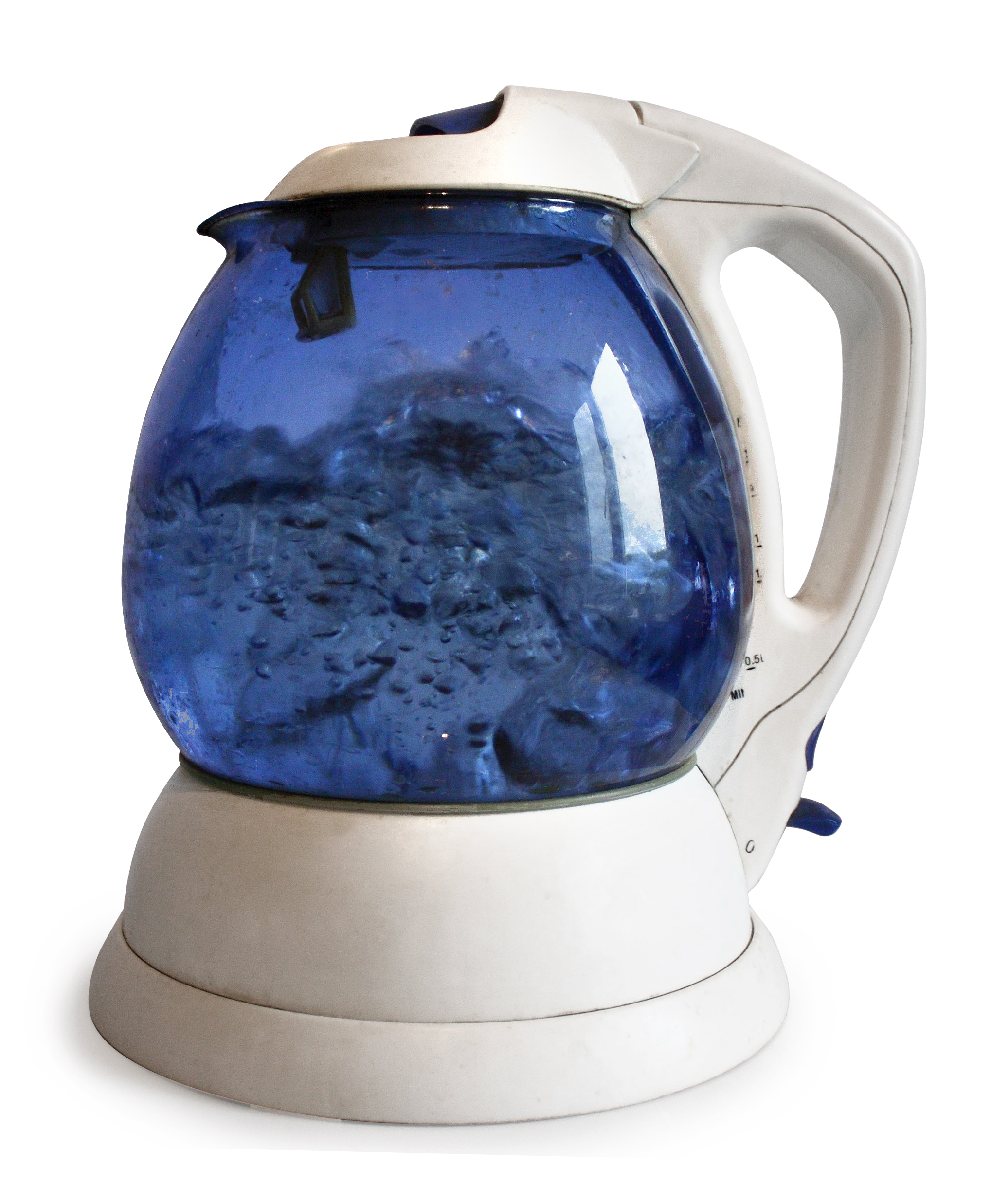
電気ケトル（ジャグ型）

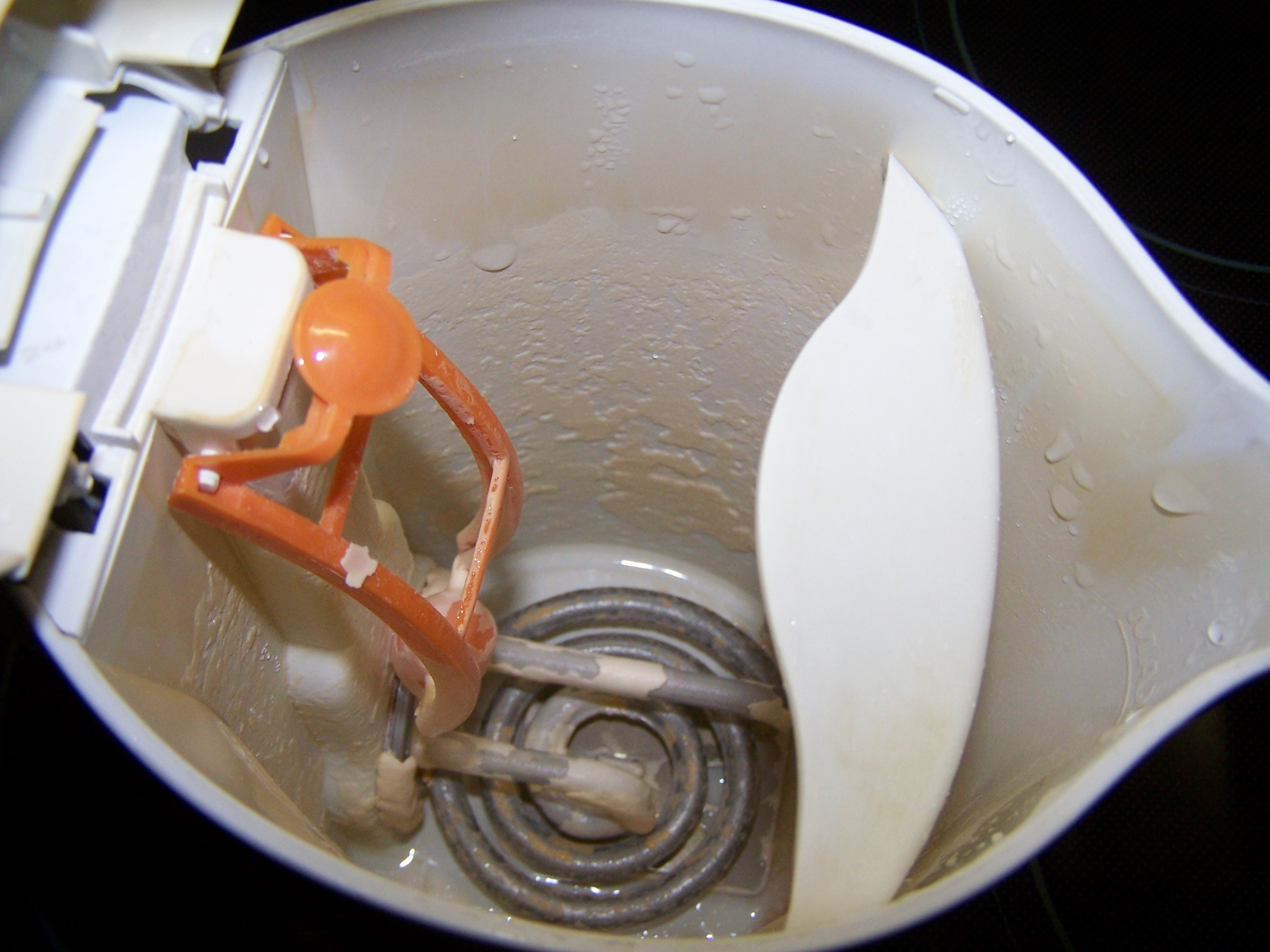
電気ケトルの内部に堆積した水垢（石灰鱗）

電気ケトル(英: electric kettle, electric jug)は電気的に湯を沸かすケトルである。円筒形の背の高い本体側面に取っ手と注ぎ口が付き、容器内側の底面はそのまま電熱器となっている。電気コードがつながった電源ベース上部に本体を置き通電させるものが多い。満水時でマグカップ数杯分程度の水を数分で沸騰できるものが多い。
最初の電気ケトルは1891年にアメリカのカーペンター・エレクトリック社により開発された。1922年にヒーターを水タンク内に配置する方式がイギリスのブルピット・アンド・サンズ（スワン）社の技術者アーサー・レスリー・ラージによって発明、1955年に自動加熱終了するものがイギリスのラッセルホブス社によって発明、1986年にコードレス式がフランスのグループセブ（ティファール）社によって発明された。こうしたコードレス式の電気ケトルは欧米での先行普及の後、2000年代より日本での普及が始まった。当初はティファールが市場を独占していたが、2010年ごろより象印やパナソニックなどの国内企業も参入した。
日本国外では、電源電圧が高いためすぐに湯が沸き、湯を必要に応じ沸かして使い切るのが普通であり、そもそも台所の定位置で使うものであったが、日本では沸かすのに時間がかかり、従来の電気ポットのように湯を溜めたまま和室の床に置くなどの使い方により、子供が誤って転倒させた際に湯がこぼれて熱傷を負う事故が多発した。その後、日本製品の多くは倒させても湯がこぼれない仕様のものに置き換わっている。
日本国内では、二重構造で保温するもの、沸騰後1時間だけ電気的に保温するものが作られるようになっている。

### 電気ポットとの違い
電気ポットとの違いは、
- 長時間の保温ができないので、湯が必要となるたびに給水・沸騰させる使い方である。電源電圧の低い日本では、使用者は沸騰するまで長めに待つ必要がある。
- 電気的な保温をしないので消費電力が少ない[11]。
- 電気ポットの多くはボタンを押して湯を出すのに対し、電気ケトルは柄を持って容器を傾け湯を注ぐ。

等がある。

### 高出力
電気ケトルは、その機能を実現させるための、水を熱源に当ててお湯を沸かす構造そのものは単純だが、700Wから1400Wという高出力（日本国外では2.2kWから3kWの商品が主流）である。日本国内では、電子レンジ、冷暖房機、ヘアドライヤーと並んで、容量不足の時にブレーカーが落ちる原因となる家電製品である。高出力にすることで、湯が沸くまでの待ち時間を減らしている。電気ケトルに使用可能な200Vコンセントが無い家庭では、電圧の関係で1.5kW(100V15A)の製品を使用するので、海外で一般的な2.2kWや3kWの製品と比べると湯が沸くまでに時間がかかる。

## その他
- やかん（および瓶・ペットボトルなど）からコップ・湯のみなどにお茶・水を注がずに直接飲むことは、ラッパを吹奏しているように見えることからラッパ飲みと言われ、行儀の悪い行為とされている。
- 丸くてつるつるしていることから、禿頭のことを「やかん」と言うこともある。転じて、「はげちゃびん(禿茶瓶)」ということもある。
- 落語の「薬缶」では、その語源について物知りぶった人が珍説を展開する。
- このやかんに形状のよく似たトレーニング器具でケトルベルと呼ばれるものがある。
- 加熱中のやかんを置く台を「五徳」と言う。